# Pliciloricus
Pliciloricus é um gênero de pequenos animais marinhos do filo Loricifera.

## Espécies
- Pliciloricus corvus Gad, 2005
- Pliciloricus dubius Higgins e Kristensen, 1986
- Pliciloricus enigmaticus Higgins e Kristensen, 1986
- Pliciloricus gracilis Higgins e Kristensen, 1986
- Pliciloricus hadalis Kristensen e Shirayama, 1988
- Pliciloricus leocaudatus Heiner e Kristensen, 2005
- Pliciloricus orphanus Higgins e Kristensen, 1986
- Pliciloricus pedicularis Gad, 2005
- Pliciloricus profundus Higgins e Kristensen, 1986
- Pliciloricus senicirrus Gad, 2005
- Pliciloricus shukeri Heiner e Kristensen, 2005